# تايلر فرينش
تايلر فرينش (بالإنجليزية: Tyler French) هو لاعب كرة قدم بريطاني، ولد في عقد 1990. لعب مع نادي سودبوري.